# Opsidota sculpticollis
Opsidota sculpticollis är en skalbaggsart som beskrevs av Blackburn 1901. Opsidota sculpticollis ingår i släktet Opsidota och familjen långhorningar. Inga underarter finns listade i Catalogue of Life.